# Robert Russell Newton
Robert Russell Newton oder Robert R. Newton (* 7. Juli 1918; † 2. Juni 1991) war ein US-amerikanischer Physiker und Astronom.
Er war Abteilungsleiter des Applied Physics Laboratory an der Johns Hopkins University in Baltimore und wurde mit seinem astronomiegeschichtlichen Buch The crime of Claudius Ptolemy („Das Verbrechen des Claudius Ptolemäus“), erschienen im Jahr 1977, international bekannt. Newton sah in Claudius Ptolemäus (um 100 bis um 175) den „erfolgreichsten Betrüger in der Geschichte der Wissenschaft“. Er warf ihm vor, dass er die in seinem Hauptwerk – dem „Almagest“ – geschilderten astronomischen Erkenntnisse vorwiegend durch Berechnungen, nicht aber durch Beobachtungen gewonnen habe.
Das Misstrauen gegenüber den griechischen Beobachtungen lässt sich mindestens bis in das 18. Jahrhundert zurückverfolgen, so beispielsweise geäußert von Delambre. Newtons Zuspitzung auf die Annahme einer bewussten Fälschung geht allerdings darüber hinaus und stieß nicht auf einhellige Zustimmung.
Robert R. Newton war Experte zum Thema Veränderung der Umdrehungs-Rate der Erde und für historische astronomische Beobachtungen.
Seit 1970 hatte er die Veränderungen der Erd- und Mondbewegungen genauer untersucht.
Es waren nicht zuletzt Newtons Arbeiten, die Anatoli Fomenko zu seinen chronologiekritischen Forschungen inspirierten.

## Werke
- Periodic orbits of a planetoid passing close to two gravitating masses, in: Smithsonian Contribution to Astrophysics 3/1959
- Ancient astronomical observations and the accelerations of the earth and moon, Johns Hopkins University Press 1970
- Medieval chronicles and the rotation of the earth, Johns Hopkins University Press 1972
- Ancient planetary observations and the validity of ephemeris time, Johns Hopkins University Press 1976
- The crime of Claudius Ptolemy, Johns Hopkins University Press 1977 ISBN 978-0-8018-1990-2
- The moon’s acceleration and its physical origins, Johns Hopkins University Press 1979